# Lydia Villa-Komaroff

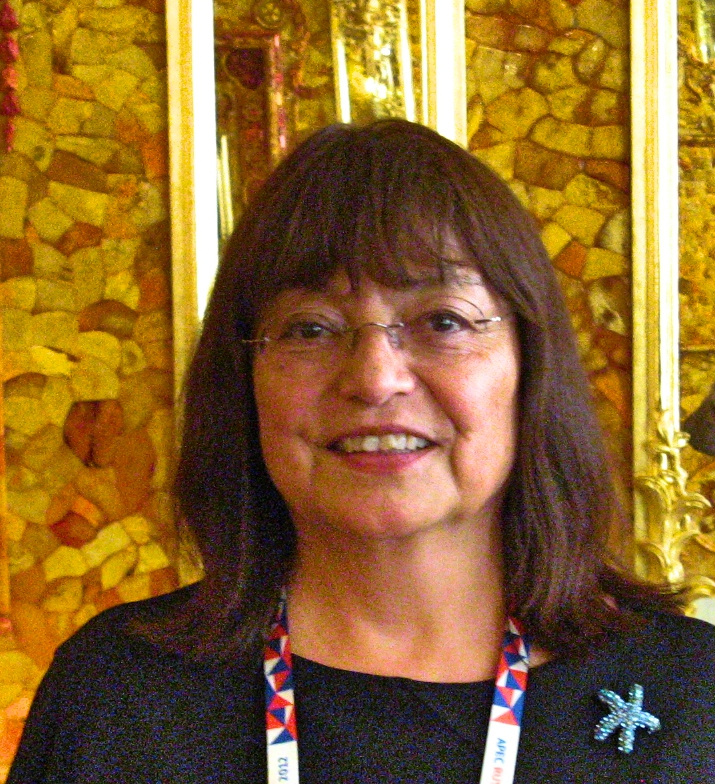
Lydia Villa-Komaroff en 2013

 Lydia Villa-Komaroff (nacida el 7 de agosto de 1947) es una bióloga molecular y celular que ha sido científica de laboratorio académica, administradora universitaria y mujer de negocios. Fue la tercera mujer mexicano-estadounidense en los Estados Unidos en recibir un doctorado en ciencias (1975) y es miembro cofundador de la Sociedad para el Avance de los Chicanos/Hispanos y los Nativos Americanos en las Ciencias (SACNAS ).  Su descubrimiento más notable fue en 1978 durante su investigación postdoctoral, cuando formó parte de un equipo que descubrió cómo se podían utilizar células bacterianas para generar insulina. 

## Primeros años
Lydia Villa-Komaroff nació el 7 de agosto de 1947 y creció en Santa Fe, Nuevo México. Ella era la mayor de seis hermanos; su padre, John, era profesor y músico y su madre, Drucilla, era trabajadora social. A la edad de nueve años, Villa-Komaroff sabía que quería ser científica, influenciada en parte por su tío, un químico.  También se inspiró en el amor de su madre y su abuela por la naturaleza y las plantas.

## Educación y carrera
En 1965, ingresó a la Universidad de Washington en Seattle para estudiar química. Cuando un asesor le dijo que "las mujeres no pertenecen a la química", cambió de carrera y se decidió por la biología. En 1967, se trasladó al Goucher College en Maryland, cuando su novio se mudó al área metropolitana de Washington D. C. para trabajar en el Instituto Nacional de Salud. Se cree que postuló a la Universidad Johns Hopkins, pero no fue aceptada porque no aceptaban mujeres en ese momento. En 1970, se casó con su novio, el Dr. Anthony L. Komaroff, y la pareja se mudó a Boston. En 1970, Villa-Komaroff se matriculó en el Instituto Tecnológico de Massachusetts (MIT) para realizar estudios de posgrado en biología molecular. Su tesis doctoral, bajo la supervisión de Harvey Lodish y el premio Nobel David Baltimore, se centró en cómo se producen las proteínas a partir del ARN en el poliovirus. Dedicó su tesis a sus colegas David Rekosh y David Housman, quienes, según ella, "me enseñaron a caminar", y a sus asesores, quienes "me enseñaron cómo sería volar". En 1973, cuando todavía era estudiante de posgrado en el MIT, se convirtió en miembro fundador de la Sociedad para el Avance de los Chicanos y Nativos Americanos en la Ciencia (SACNAS).
Completó su doctorado en biología celular en el MIT en 1975. Luego fue a Harvard para realizar su investigación postdoctoral durante tres años, centrándose en la tecnología del ADN recombinante, bajo la supervisión de Fotis Kafatos y Tom Maniatis. Cuando Cambridge prohibió tales experimentos en 1976, citando preocupaciones sobre la seguridad pública y la posibilidad de crear involuntariamente una nueva enfermedad, Villa-Komaroff se trasladó al Laboratorio Cold Spring Harbor. Mientras estuvo en Cold Spring Harbor, experimentó repetidos fracasos en sus experimentos; sin embargo, estas decepciones le enseñaron que “la mayoría de los experimentos fracasan y que los científicos deben aceptar el fracaso como parte del proceso"
Villa-Komaroff sintió que estos fracasos contribuyeron a su mayor victoria: seis meses después de poder regresar a Harvard (una vez que se levantó la prohibición de los experimentos de ADN recombinante en 1977), se convirtió en becaria postdoctoral en el laboratorio del premio Nobel Walter Gilbert.. En seis meses, fue la primera autora del histórico informe del laboratorio Gilbert que mostraba que se podía inducir a las bacterias a producir proinsulina – la primera vez que una bacteria sintetizaba una hormona de mamíferos. La investigación marcó un hito en el nacimiento de la industria biotecnológica.
Más tarde, ese mismo año, se incorporó al cuerpo docente de la Facultad de Medicina de la Universidad de Massachusetts (UMMS), donde fue profesora durante seis años antes de que se le concediera la titularidad. Al año siguiente, se fue para ocupar un puesto en la Facultad de Medicina de Harvard con una carga de trabajo docente más liviana y más oportunidades de investigación, incluida su investigación sobre el factor de crecimiento transformante y el factor de crecimiento epidérmico durante el desarrollo fetal y neonatal, publicada en 1992 y 1993. Allí continuó estableciendo su nombre en biología molecular y en 1995 un documental de televisión llamado "DNA Detective" presentó su trabajo sobre los factores de crecimiento relacionados con la insulina. El segmento se emitió como parte de una serie de PBS de seis capítulos sobre mujeres en la ciencia, bajo el título general "Descubriendo a las mujeres". En 1996, Villa-Komaroff dejó la investigación de laboratorio y fue contratada por la Universidad Northwestern, donde se desempeñó como vicepresidenta de Investigación de la universidad. En 2003 regresó a Boston, donde se convirtió en vicepresidenta de investigación y directora de operaciones del Instituto Whitehead en Cambridge, Massachusetts, un instituto de investigación afiliado al MIT. Desde 2005, se ha desempeñado como alta ejecutiva y miembro de la junta directiva de varias empresas de biotecnología. También continúa formando parte de las juntas y comités de varias instituciones públicas y privadas importantes.

## Descubrimientos y logros
Después de su participación en la investigación histórica que informó sobre la primera síntesis de insulina de mamíferos en células bacterianas, Villa-Komaroff utilizó la entonces nueva tecnología de biología molecular del ADN recombinante para abordar una serie de cuestiones fundamentales en diferentes campos, en colaboración con neurólogos, biólogos del desarrollo, endocrinólogos y biólogos celulares. El laboratorio de Villa-Komaroff hizo varias contribuciones importantes tras la investigación sobre la insulina.
El laboratorio identificó varias proteínas que ayudan a desarrollar la visión en animales muy jóvenes. Otros científicos habían descubierto que el desarrollo de la visión normal en los gatos se retrasa cuando los gatos se crían en total oscuridad y que el desarrollo de la visión puede desencadenarse con una breve exposición a la luz. El laboratorio de Villa-Komaroff demostró que exponer a gatos criados en oscuridad a una hora de luz provocaba una inducción transitoria de 2 a 3 veces mayor de tres proteínas específicas. Este hallazgo vinculó directamente la expresión de estos genes con un desencadenante ambiental (la luz) en el desarrollo de la visión. El laboratorio también descubrió evidencia directa de que la proteína Gap-43 era importante en el crecimiento de los axones de las células nerviosas.
Finalmente, Villa-Komaroff contribuyó al descubrimiento de que una molécula que se sabe está asociada con la enfermedad de Alzheimer (beta amiloide) causa la degeneración de las células cerebrales (neuronas), trabajo realizado en conjunto con un becario postdoctoral en su laboratorio, Bruce Yankner. Antes de esta publicación, no estaba claro si la beta amiloide era un subproducto de la degeneración neuronal o un contribuyente a esa degeneración. Este artículo proporcionó la primera evidencia directa de que un fragmento de la proteína precursora de amiloide podría matar neuronas y ayudó a estimular un campo muy grande dedicado a la prevención y el tratamiento de la enfermedad de Alzheimer atacando la beta amiloide.

## Premios y honores
- Miembro de la Asociación de Mujeres en la Ciencia[13]
- 1992 Premio al Logro Nacional de Ingeniero Hispano[14]
- 1994 Participante en el Foro de 1994 sobre la ciencia de interés nacional - Oficina de Política Científica y Tecnológica de la Casa Blanca[15]
- 1999 Inducción al Salón de la Fama de Logros Nacionales de Ingenieros Hispanos
- Miembro 2008 de la Asociación Estadounidense para el Avance de la Ciencia (AAAS)[16]
- Premio Catalyst 2008 - Club de ciencias para niñas[17]
- 2008 Científico Hispano del Año, Museo de Ciencia e Industria (Tampa) [18]
- Premio a la trayectoria 2008, medios comerciales hispanos[19]
- 1996-2011 Doctorados honorarios, Goucher College, Universidad de Saint Thomas (Minnesota), Pine Manor College y Regis College (Massachusetts), [20]
- Premio al Liderazgo 2011, Mujeres Emprendedoras en Ciencia y Tecnología [21]
- Selección MAKERS 2012, y vídeo, como mujer líder destacada[22]
- 2013 Mujer Distinguida, Asociación Estadounidense de Mujeres Universitarias (AAUW)
- 2014 Profesor distinguido del STEM Diversity Institute y Five Colleges, Inc.
- 2015 Mujer científica distinguida, Oficina de Política Científica y Tecnológica de la Casa Blanca
- Premio Morison 2016, Programa MIT de Ciencia, Tecnología y Sociedad
- Copresidente honorario de 2017, Marcha por la ciencia[23]
- 2017 Mujeres históricas del MIT[24]

## Cargos anteriores
- Miembro del Comité sobre Mujeres en la Ciencia, la Ingeniería y la Medicina (CWSEM) del Consejo Nacional de Investigación (Estados Unidos)
- Miembro del Comité sobre grupos subrepresentados del Consejo Nacional de Investigación (Estados Unidos)
- Miembro del Comité del Consejo Nacional de Investigación (Estados Unidos) sobre la expansión de la fuerza laboral en ciencia e ingeniería
- Miembro del Comité sobre la Estructura de los NIH del Consejo Nacional de Investigación (Estados Unidos)
- Miembro, NIH /Consejo Asesor del Instituto Nacional de Trastornos Neurológicos y Accidentes Cerebrovasculares
- Miembro del Comité de Evaluación del Sistema de Protección de Sujetos de Investigación Humanos de la Academia Nacional de Medicina (Instituto de Medicina)
- Miembro del Comité de Igualdad de Oportunidades en Ciencias e Ingeniería de la Fundación Nacional de Ciencias
- Miembro, Dirección de Biología de la Fundación Nacional de Ciencias
- Miembro fundador, 1973; Miembro de la Junta; Vicepresidente, Sociedad para el Avance de los Chicanos y Nativos Americanos en la Ciencia (SACNAS)
- Vicepresidente de Investigación, Northwestern University, 1998-2002
- Junta Directiva, Asociación Estadounidense para el Avance de la Ciencia, 2001-2005
- Director de operaciones y vicepresidente de investigación, Whitehead Institute, 2003-2005
- Director científico y miembro de la junta directiva, 2003-2004; Director ejecutivo y presidente de la junta directiva, 2005, Transkaryotic Therapies (adquirida por Shire Pharmaceuticals en 2005)
- Director Científico, 2005; Director General 2006-2009; Director científico, 2009-2014, Cytonome/ST[25]
- Presidente de la Junta Directiva, Pine Manor College, 2007
- Miembro de la delegación de Estados Unidos en la Conferencia Económica de Asia y el Pacífico-Foro de Mujeres y Economía, 2012
- Miembro de la Junta, Centro de Ciencias Biológicas de Massachusetts, 2012-2017[26]

## Cargos actuales
- Miembro del Consejo, Presidente del Comité Ejecutivo, ATCC (empresa)
- Miembro de la junta directiva del Keck Graduate Institute del Claremont Colleges Consortium[27]
- Vicepresidente, Programa de Carreras en Ciencias Biomédicas[28]